# Prowincja Maha Sarakham
Maha Sarakham (taj. มหาสารคาม) – jedna z prowincji (changwat) Tajlandii. Sąsiaduje z prowincjami Kalasin, Roi Et, Surin, Buri Ram i Khon Kaen.